# Ester Taube
Ester Taube, född 27 november 1860 i Haparanda, Norrbottens län, död 28 juli 1931 i Storkyrkoförsamlingen, Stockholm, var en svensk ämneslärare, skolledare och rösträttsaktivist. Hon var faster till Mattias Taube och Evert Taube.
Ester Taube, som var dotter till tullförvaltaren Otto Reinhold Taube och Fredrika Kjellerstedt, bedrev språkstudier i Paris 1880–1882. Hon var ämneslärare vid Sigrid Rudebecks skola 1882–1895 och vid Luleå elementarläroverk för flickor 1896–1898. År 1898 grundade hon Nederkalix privata samskola, där hon var föreståndare 1898–1911 och efter kommunaliseringen av samma läroanstalt ämneslärare och biträdande föreståndare 1 augusti 1911–30 juni 1921.
Hon var ordförande för Föreningen för kvinnans politiska rösträtt i Nederkalix mellan 1907 och 1912. Därutöver var hon styrelseledamot i Landsföreningen för kvinnans politiska rösträtt.